# Sawantwadi
Sawantwadi (auch Savantvadi oder Sawantvadi; Marathi: सावंतवाडी, Sāvantvāḍī) ist ein Ort im Distrikt Sindhudurg im indischen Bundesstaat Maharashtra mit etwa 23.000 Einwohnern.
Sawantwadi hat einen Stadtrat, der die örtliche Bürgerverwaltung vertritt. Sawantwadi war einst die Hauptstadt des Fürstenstaates Savantvadi.